# Acte sous seing privé en droit québécois
En droit québécois, l'acte sous seing privé est un écrit portant la signature des parties, constatant un acte juridique (2826 C.c.Q.) et dont l'écriture a besoin d'être vérifiée (ou « reconnue »). Il s'agit pour l'essentiel des actes qui ne sont soumis à aucun formalisme sauf la signature.
Celui qui invoque un acte sous seing privé doit toujours faire la preuve de sa confection (2828 C.c.Q.). Toutefois, si la partie à l'acte à qui on l'oppose ne le conteste pas par déclaration sous serment, l'acte sera tenu comme reconnu (2828 al. 2 C.c.Q.). Cette dernière règle ne s'applique pas aux tiers, qui ne sont pas partie au contrat.
Une fois la confection prouvée, l'acte sous seing privé fait preuve de son contenu à l'égard de ceux contre qui il est prouvé (2829 C.c.Q.). Cependant, à l'égard des tiers, la date de l'acte devra être prouvée si cet acte n'a pas été passé dans le cours des activités d'une entreprise (2830 C.c.Q.).
Tel que mentionné, une partie à l'acte sous seing privé peut en contester la confection en produisant une déclaration sous serment (2828 al. 2 C.c.Q., 262 al.2 CPC). Le contenu de l'acte peut être contesté par tous moyens, sous réserve des restrictions générales quant à la contradiction des actes instrumentaires (2863 C.c.Q.). 
La preuve d'un vice du consentement peut être établie par tous moyens, car il ne s'agit pas d'une contradiction de l'acte instrumentaire. 
Quant au tiers, il peut contester l'acte sous seing privé par tous moyens, car il n'est pas partie à un acte instrumentaire au sens de l'article 2863 C.c.Q.